# Fußballakademie Burgenland

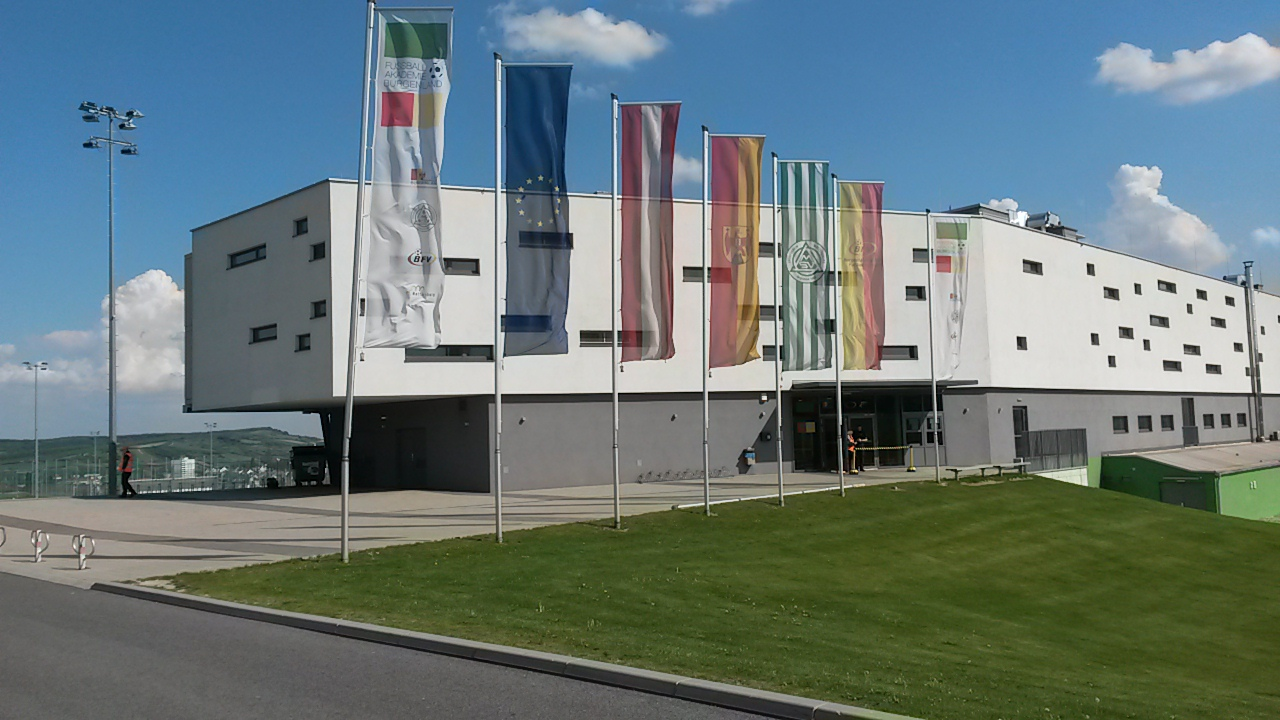
Eingangsbereich der Fußballakademie

Die Fußballakademie Burgenland in Mattersburg ist eine Ausbildungseinrichtung für burgenländische Fußballtalente, die vom Burgenländischen Fußballverband, der SV Mattersburg, dem Land Burgenland und der Stadt Mattersburg betrieben wird.

## Geschichte
Der Spatenstich für die Anlage erfolgte am 16. September 2008. Nach umfangreichen Erdarbeiten begannen die Hochbau-Arbeiten am 10. November 2008. Am 24. März 2009 fand die Gleichenfeier statt, die Übergabe des Objektes erfolgte am 2. September 2009, drei Tage später zogen bereits die ersten Schüler ein.
Beim Bau der Anlage wurden 3300 m³ Beton verbaut, 250 Arbeiter leisteten ungefähr 80.000 Arbeitsstunden. Die Investitionskosten beliefen sich auf 10 Millionen Euro.

## Infrastruktur
Auf einer Fläche von 115.000 m² wurden vier Rasenplätze und zwei Kunstrasenplätze (einer mit einer Rasenheizung) errichtet. Für das Trainieren von Einzelfertigkeiten stehen Sprinthügel, Pressingboxen für den Zweikampf und eine Prallwand zur Verfügung. Das Gebäude verfügt auch über einen großzügigen Fitness- und Regenerationsbereich, der unter anderem aus Sauna, Infrarotkabinen und einem Tauchbecken besteht. Der für 2014/15 anvisierte Bau einer Fußballhalle um winterfest zu werden, wurde bis jetzt noch nicht realisiert.
Für die Schüler, welche die Akademie in der Vollinternatsvariante besuchen, gibt es 2-, 3- oder 4-Bettzimmer.

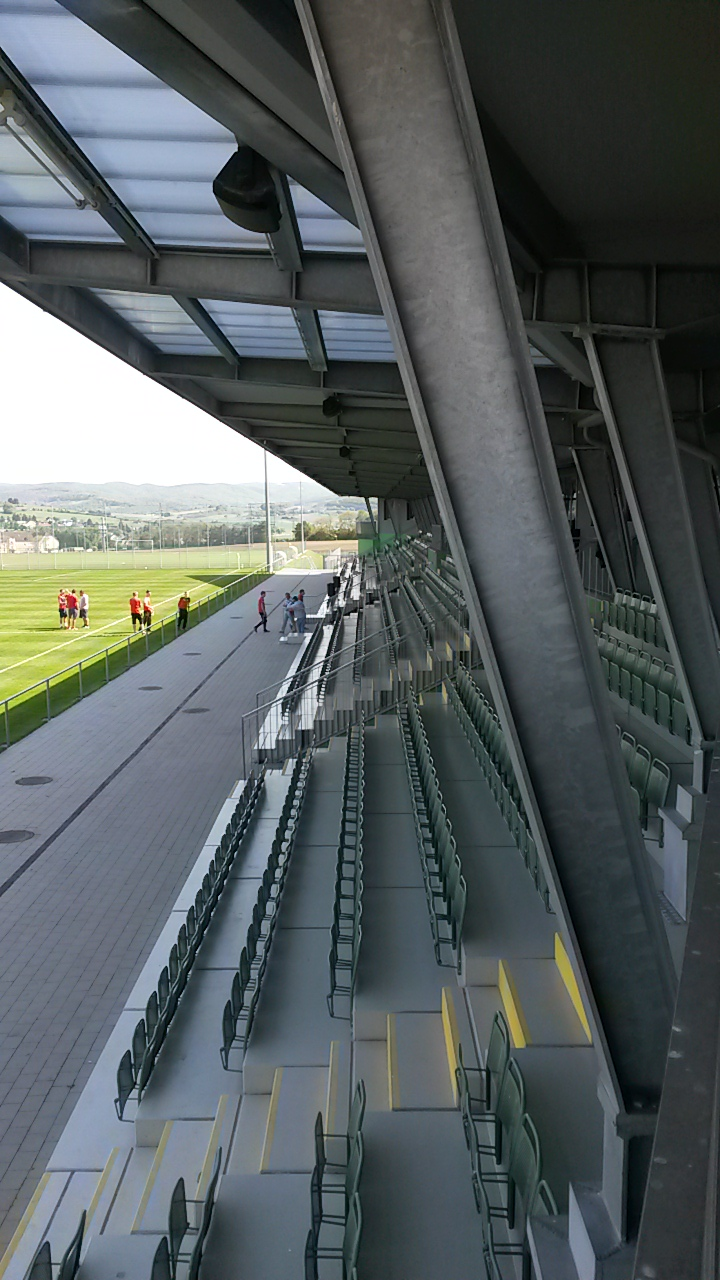
Tribünenbereich
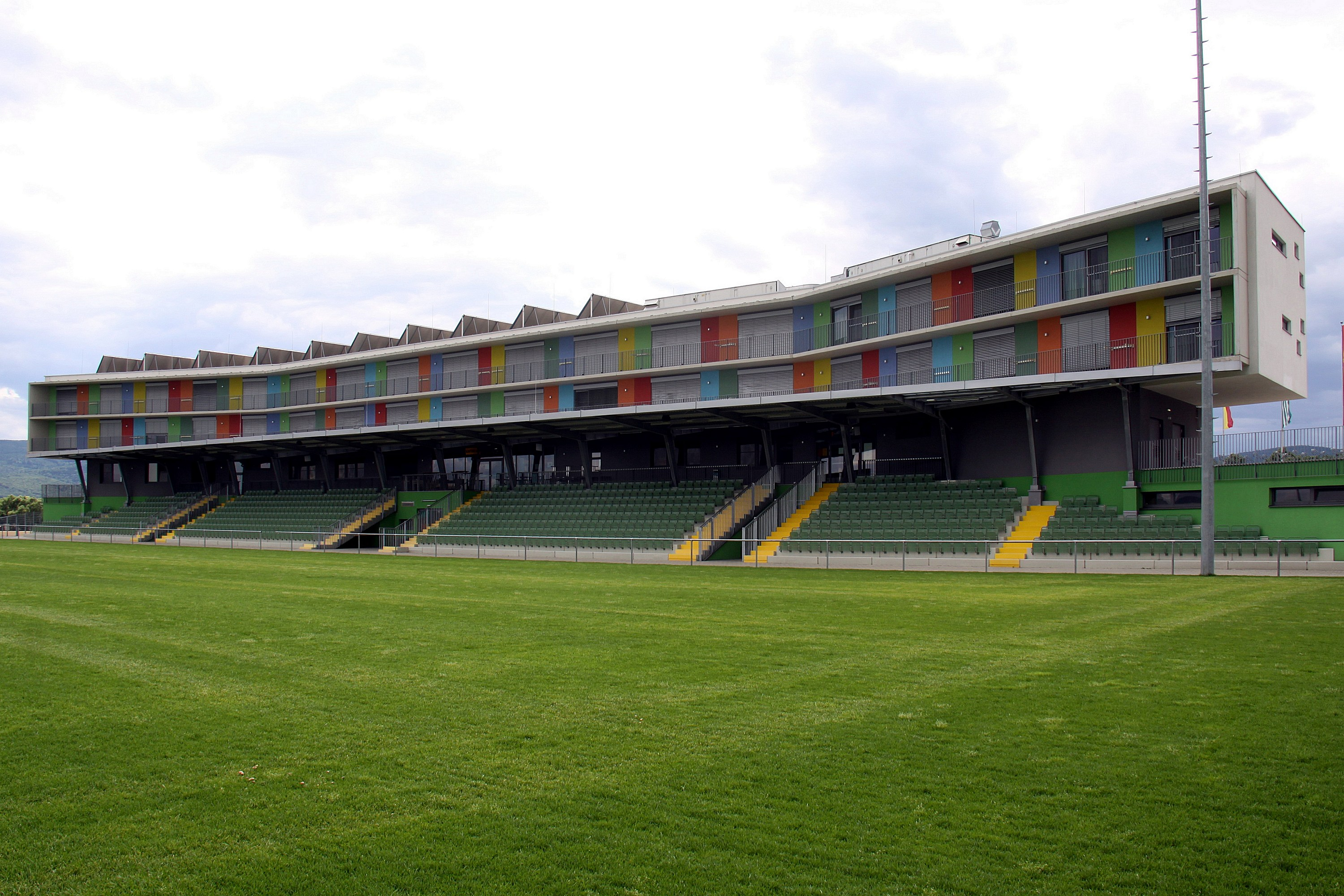
Tribüne und Internat
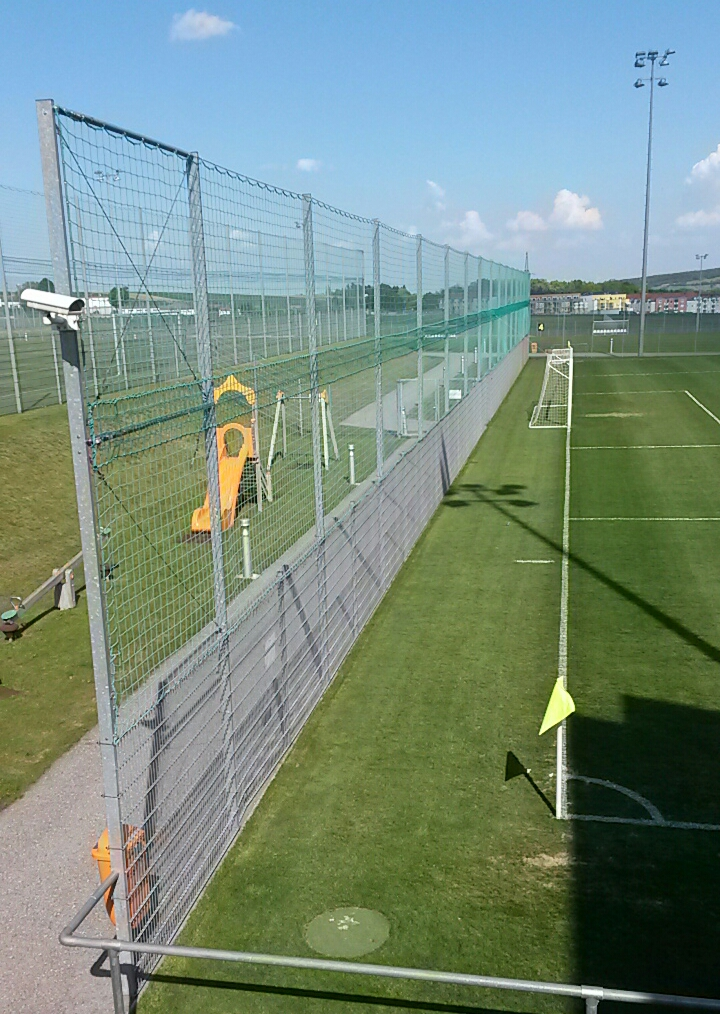
Sportplatzbereich

## Ausbildungsmodelle
Die Schüler der AKA Burgenland werden entsprechend dem Konzept der österreichischen Fußballakademien dual, d. h. in den beiden Bereichen Fußball und Schule/Beruf, ausgebildet.
Für die schulische Ausbildung wurde eine Kooperation mit der HAK Mattersburg und, für Akademiespieler aus dem Südburgenland, mit dem BSSM Oberschützen eingegangen. Im Falle der HAK Mattersburg wurde der klassische HAK-Lehrplan schulautonom angepasst und um die Bereiche Sportkunde, Taktiklehre und Rhetorik sowie um verbindliche Übungen in Form von Technik-, Konditions- und Individualtraining erweitert.  Die Besonderheit des BSSM-Modelles ist, dass hier mit dem Verein Burgenländisches Schule & Sport Modell zusammengearbeitet wird, dessen Präsident Landeshauptmann Hans Niessl ist, und dass dieses Modell nicht nur für Fußballer, sondern für Sportler unterschiedlicher Sportarten offen ist. Der schulische Alltag ist mit beiden Schulpartnern so organisiert, dass Teile des Trainings und des Unterrichtes am jeweiligen Schulstandort abgehalten werden. Die Abhaltung gewisser Unterrichtseinheiten der HAK Mattersburg findet auch in den Räumlichkeiten der Akademie statt.
Für Akademiespieler, die nicht den schulischen Weg einschlagen möchten, gibt es als Alternative die berufliche Ausbildung zum Öko-Energietechiker, die in den Lehrwerkstätten des BFI Burgenland erfolgt.

## Leitung und Betreuer

### Geschäftsführung
Die Geschäftsführung  der Fußballakademie Burgenland besteht aus:
- Kaufmännischer Leiter Oliver Snurer
- Sportlicher Leiter Stefan Fuhrmann[12]

### Betreuerstab
Der engere Betreuerstab der drei Mannschaften der Fußballakademie besteht aus folgenden Personen:
| Mannschaft | Trainer         | Co-Trainer             | Tormanntrainer    |
| ---------- | --------------- | ---------------------- | ----------------- |
| U15        | Franz Ponweiser | Christoph Morgenbesser | Gerhard Kainz     |
| U16        | Peter Grandits  | Michael Strobl         | Thomas Mandl      |
| U18        | Ivan Šmudla     | Ronald Spuller         | Thomas Borenitsch |

Zusätzlich gibt es noch Betreuer in den beiden Schulstandorten, der HAK Mattersburg und dem BSSM Oberschützen.

## Historische Saisonplatzierungen
Die Mannschaften der Fußballakademie Burgenland erreichten folgende Platzierungen in der jeweiligen Saison (in der Spalte „AKAs“ steht die Anzahl der Akademien, die in dieser Saison an der Meisterschaft teilnahmen):
| Saison  | AKAs | U15 | U16 | U17 | U18 | U19 |
| ------- | ---- | --- | --- | --- | --- | --- |
| 2014/15 | 12   | 7.  | 8.  |     | 9.  |     |
| 2013/14 | 12   | 6.  | 11. |     | 12. |     |
| 2012/13 | 12   | 8.  | 12. |     | 12. |     |
| 2011/12 | 12   | 8.  | 9.  |     | 10. |     |
| 2010/11 | 12   | 11. | 11. |     | 11. |     |
| 2009/10 | 12   | 10. |     | 7.  |     | 12. |

## Bekannte Spieler
Folgende Spieler, die das Ausbildungsprogramm der Fußballakademie Burgenland durchliefen, schafften den Sprung in eine Profimannschaft:

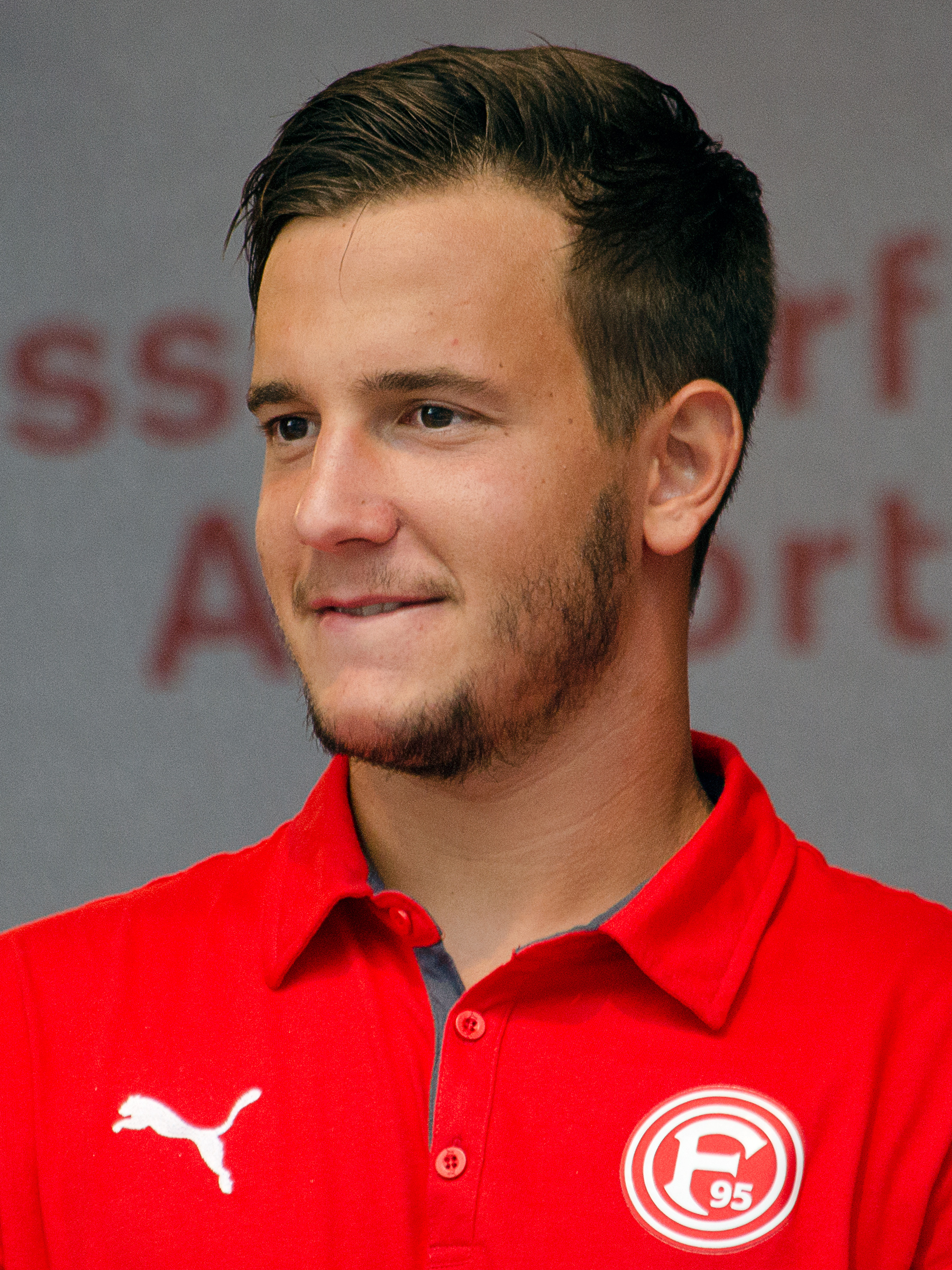
Christian Gartner
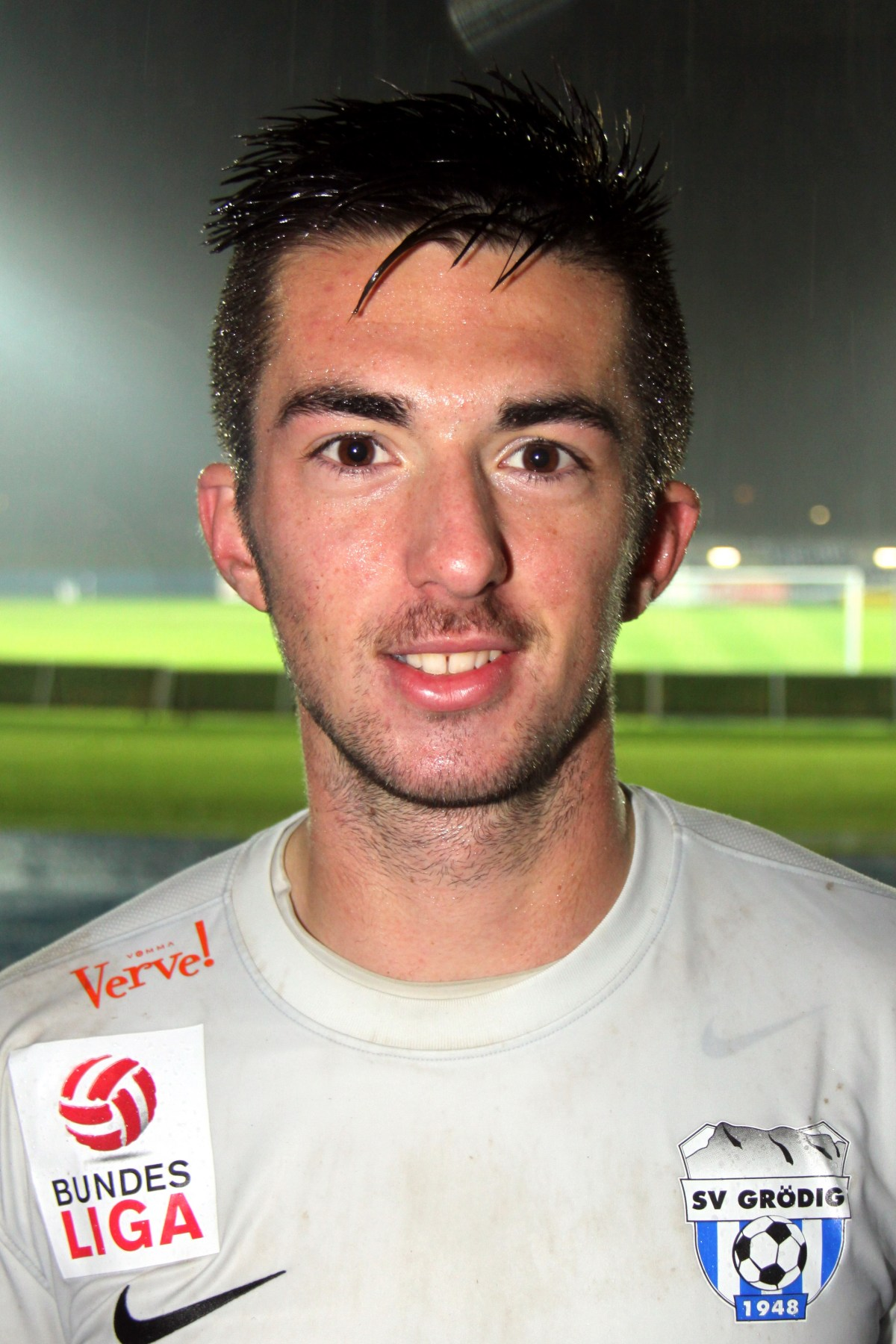
Marvin Potzmann
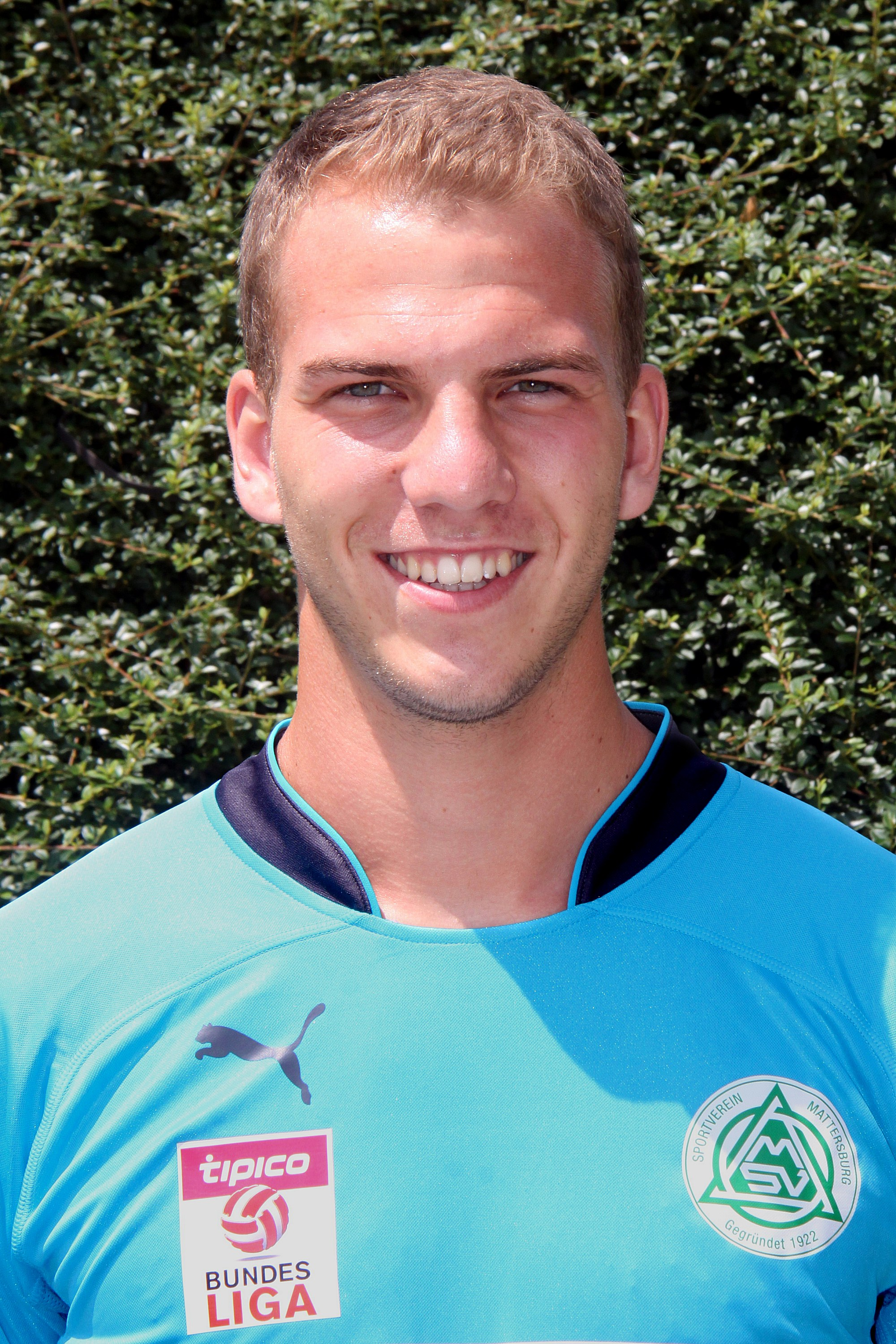
Markus Kuster
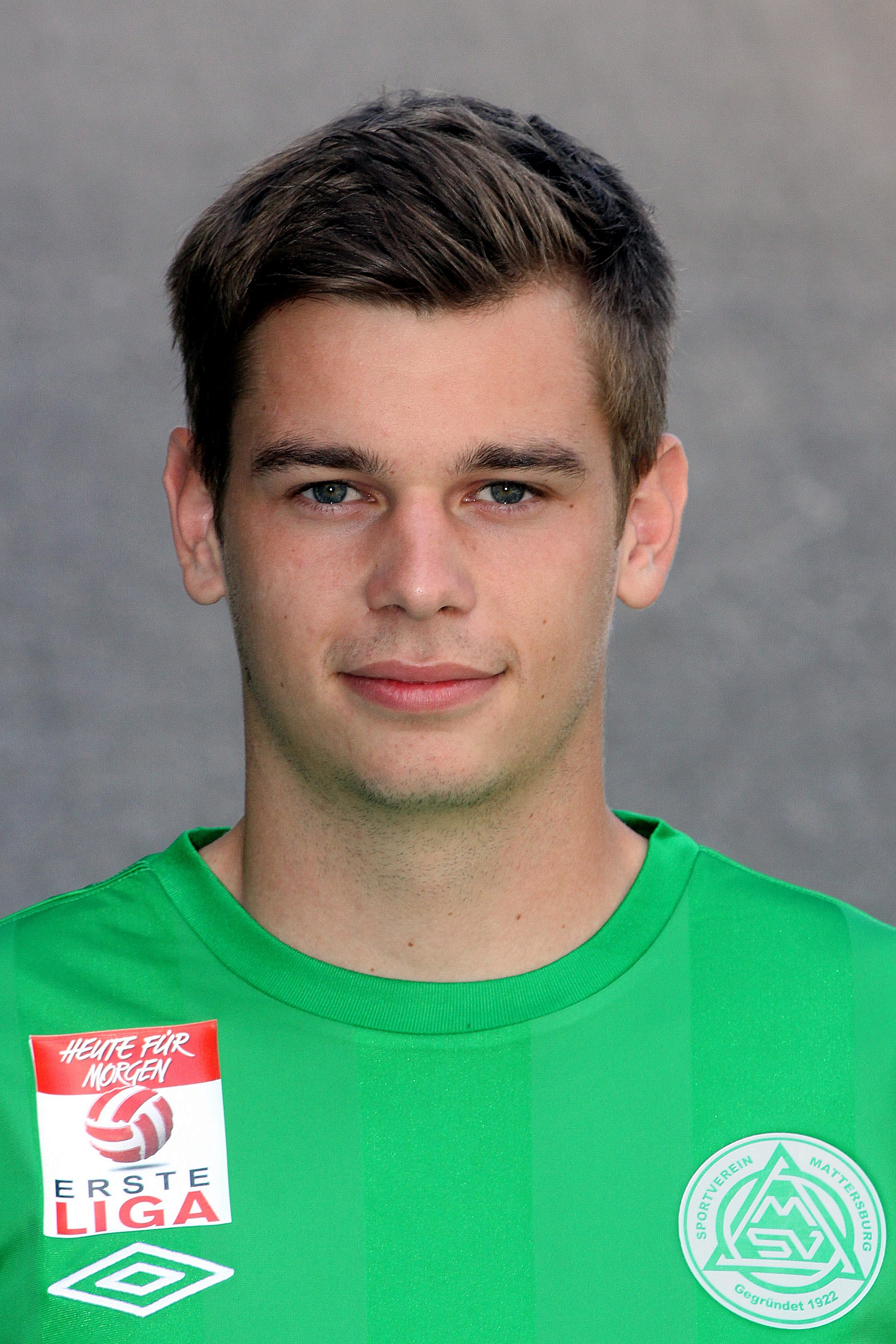
Philipp Erhardt
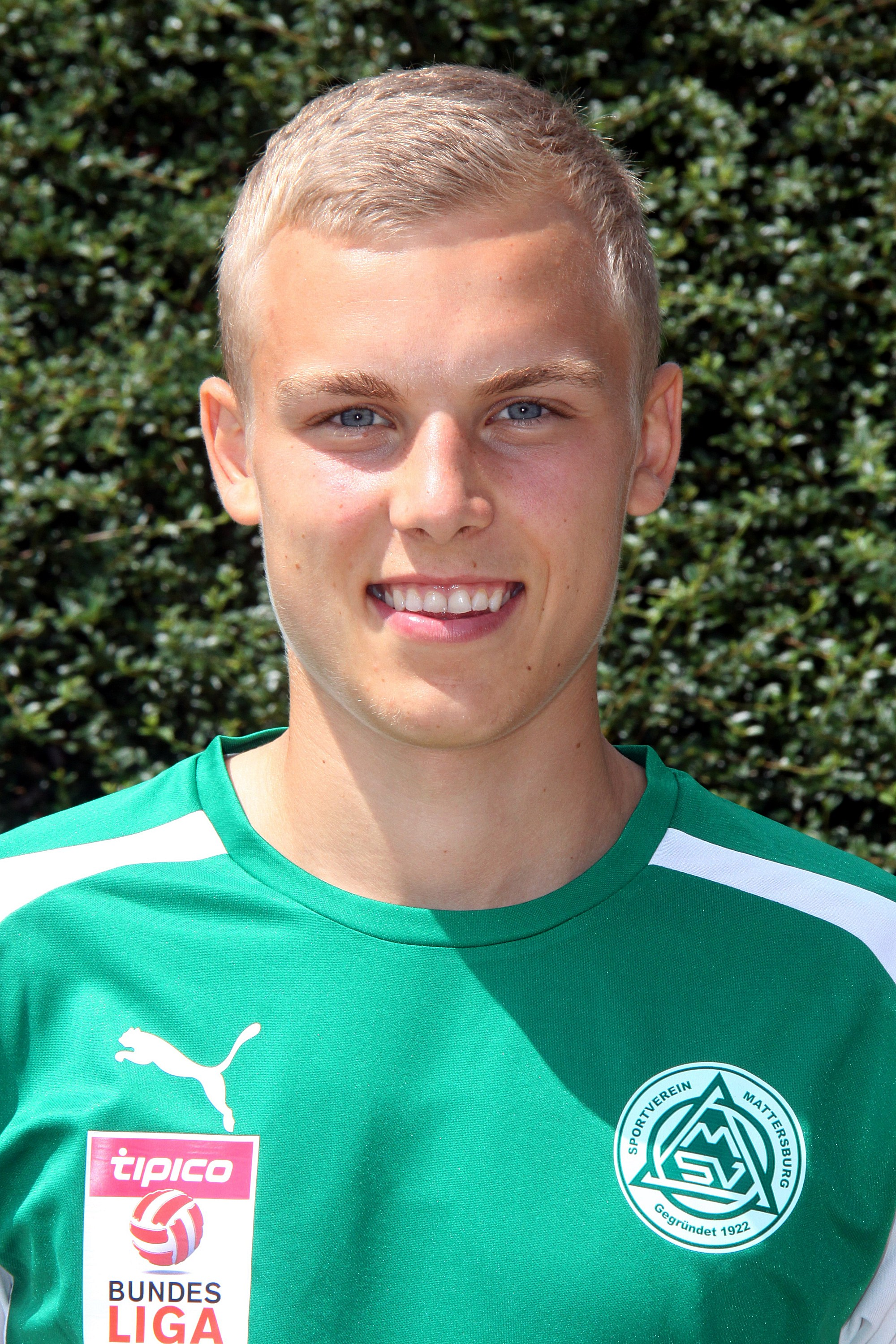
Sven Sprangler
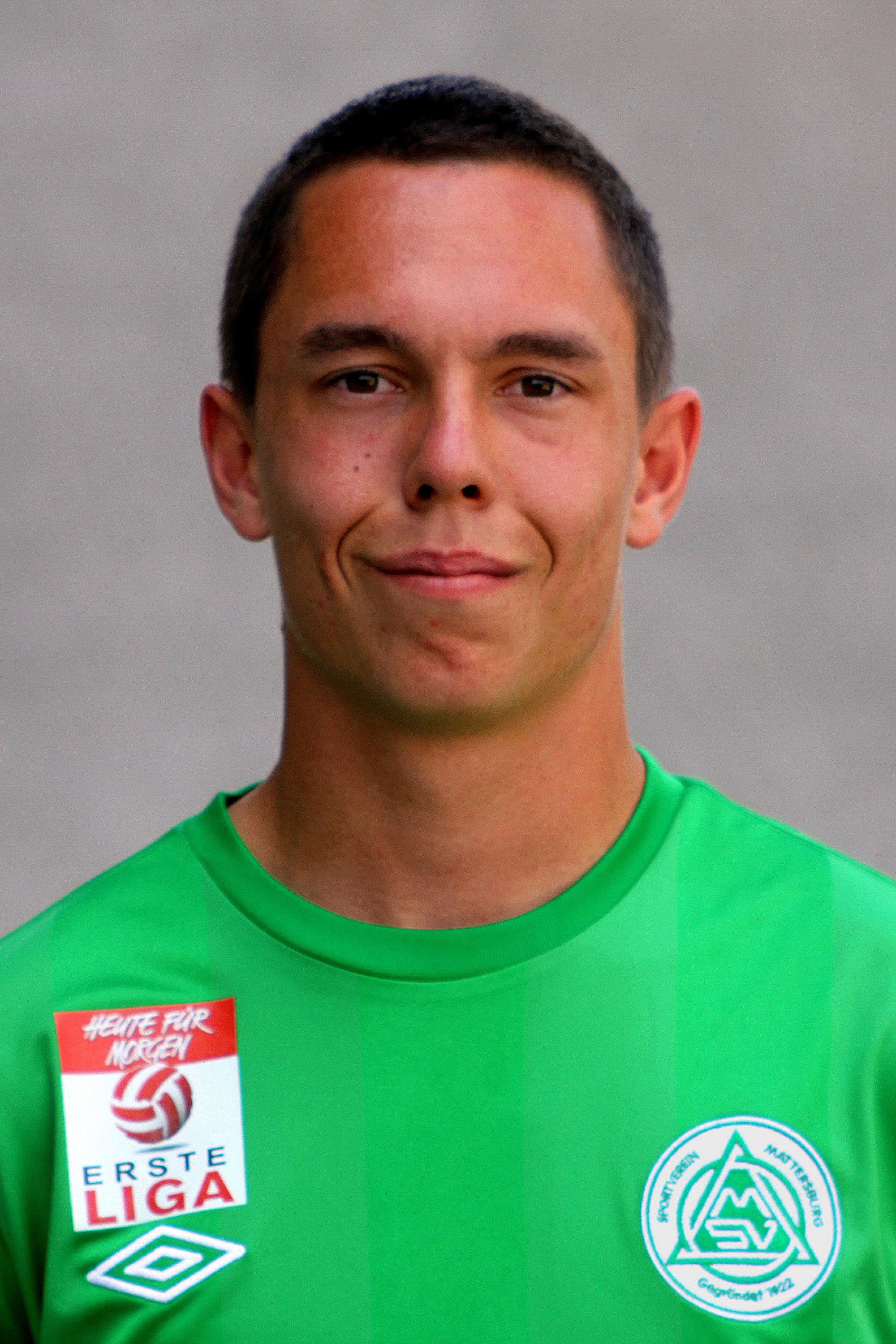
Alexander Taschner
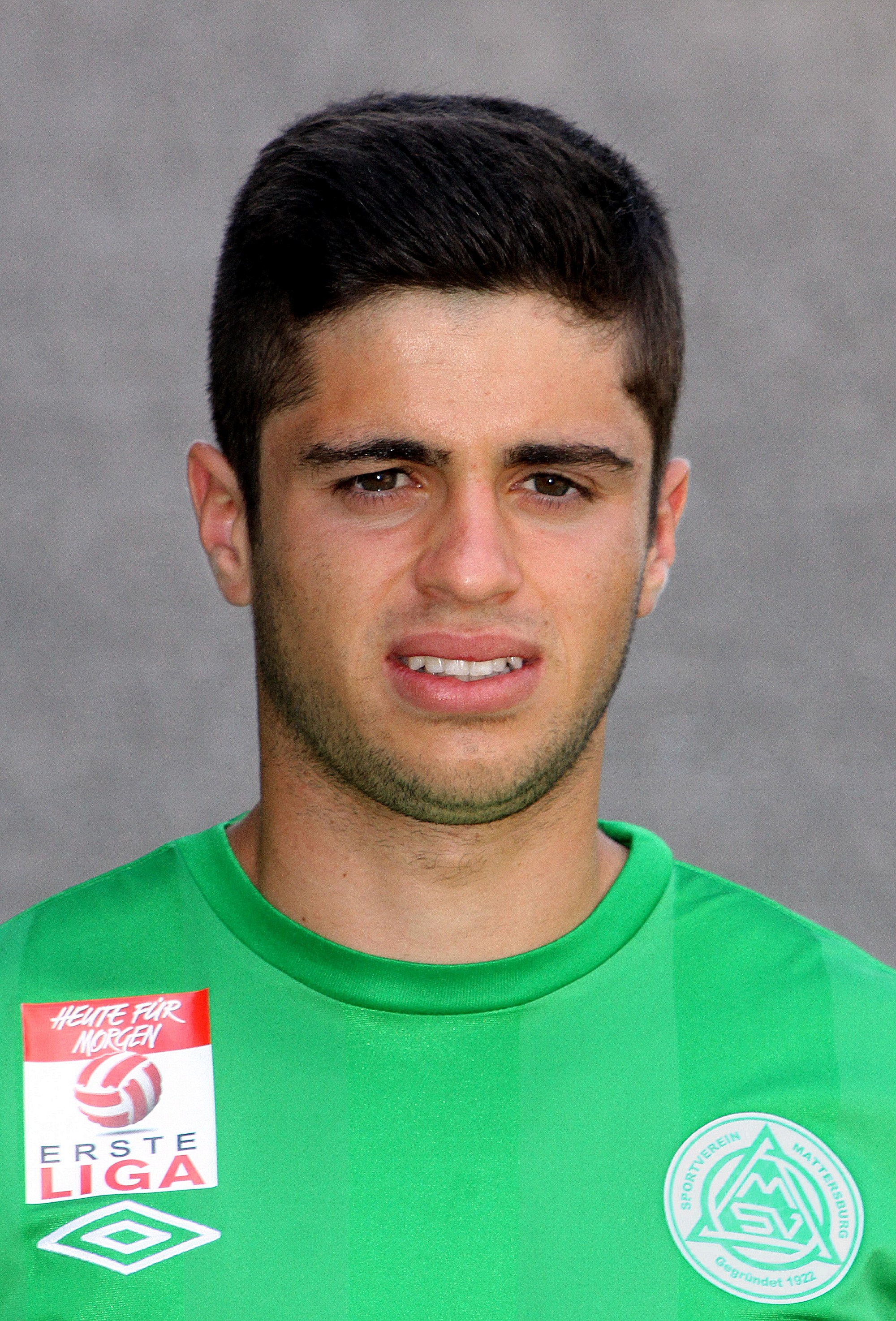
Dukagjin Karanezi
- Bernd Illedich

- Christian Gartner
- Marvin Potzmann
- Markus Kuster
- Philipp Erhardt
- Sven Sprangler
- Alexander Taschner
- Dukagjin Karanezi

## Eigentumsverhältnisse

### Gesellschafter
Die Gesellschafter der Fußballakademie Burgenland sind die Fußballakademie Mattersburg Errichtungs GmbH, die für die Errichtung der Trainingsanlage verantwortlich zeichnet, und die Fußballakademie Burgenland GmbH, welche die Trainingsanlage betreibt.
Die folgende Tabelle zeigt die Eigentumsverhältnisse der beiden GmbHs:
| Eigentümer                      | Fußballakademie Mattersburg Errichtungs GmbH | Fußballakademie Burgenland GmbH |
| ------------------------------- | -------------------------------------------- | ------------------------------- |
| Land Burgenland                 | 40 %                                         | 35 %                            |
| SV Mattersburg                  | 35 %                                         | 35 %                            |
| Burgenländischer Fußballverband | 10 %                                         | 20 %                            |
| Stadt Mattersburg               | 15 %                                         | 10 %                            |

### Aufsichtsräte
Die Aufsichtsräte beider Gesellschaften sind identisch besetzt (Stand Mai 2016):
| Eigentümer                      | Fußballakademie Mattersburg Errichtungs GmbH                                   | Fußballakademie Burgenland GmbH                                                |
| ------------------------------- | ------------------------------------------------------------------------------ | ------------------------------------------------------------------------------ |
| Land Burgenland                 | Christian Illedits (Aufsichtsratsvorsitzender), Johann Tschürtz, Anton Köszegi | Christian Illedits (Aufsichtsratsvorsitzender), Johann Tschürtz, Anton Köszegi |
| SV Mattersburg                  | Martin Pucher (Aufsichtsratsvorsitzender-Stv.), Manfred Moser, Ernst Simmel    | Martin Pucher (Aufsichtsratsvorsitzender-Stv.), Manfred Moser, Ernst Simmel    |
| Burgenländischer Fußballverband | Gerhard Milletich                                                              | Gerhard Milletich                                                              |
| Stadt Mattersburg               | Ingrid Salamon                                                                 | Ingrid Salamon                                                                 |